# Gambusia xanthosoma
Gambusia xanthosoma is een  straalvinnige vissensoort uit de familie van levendbarende tandkarpers (Poeciliidae). De wetenschappelijke naam van de soort is voor het eerst geldig gepubliceerd in 1983 door Greenfield.